# Otto Eckl

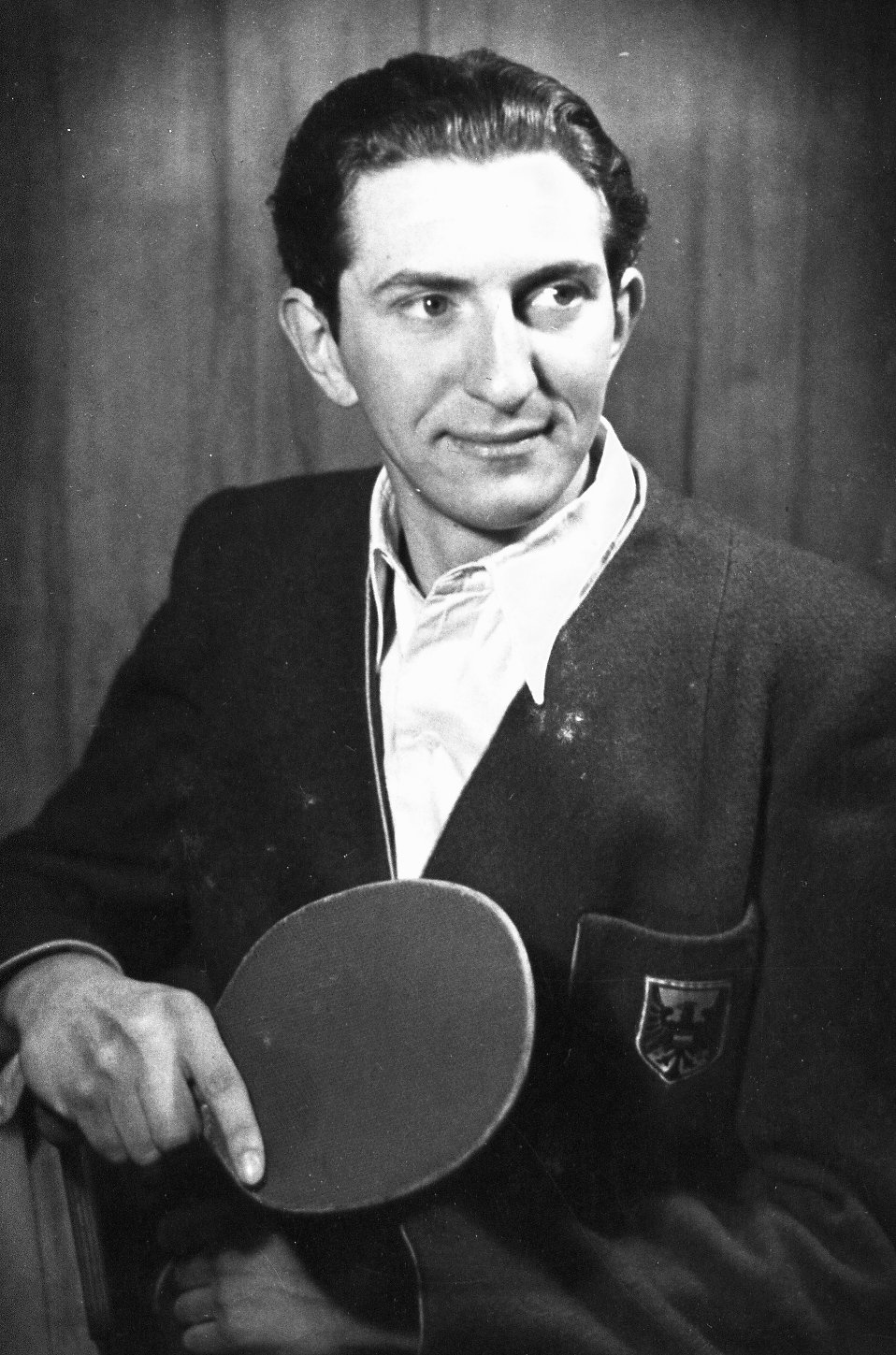
Otto Eckl – Tischtennisspieler

Otto Eckl (* 28. Dezember 1922 in Wien; † 3. Jänner 1993) war ein österreichischer Tischtennisspieler. Er war fünfmal österreichischer Meister und einmal deutscher Meister im Einzel.

## Werdegang
Otto Eckl begann seine Karriere im Verein Postsportverein Wien, mit dem er – nach dem Anschluss Österreichs – 1939 deutscher Mannschaftsmeister wurde. Im gleichen Jahr wurde er auch deutscher Einzelmeister.
Nach dem Zweiten Weltkrieg holte er zweimal mit der österreichischen Mannschaft bei einer Weltmeisterschaft Bronze. Fünfmal wurde er Meister von Österreich im Einzel und im Doppel. 1950 belegte er in der nationalen Rangliste Platz 1.
1993 starb Eckl. Er wurde auf dem Wiener Friedhof Hernals beigesetzt.

## Sportliche Erfolge
- Teilnahme an Weltmeisterschaften
  - 1947 in Paris: 3. Platz mit Team Österreich
  - 1948 in London: 3. Platz mit Team Österreich

- Internationale Meisterschaften
  - 1939 in Brandenburg: 2. Platz Einzel, 2. Platz Doppel (mit Karl Sediwy)

- Nationale deutsche Meisterschaften
  - 1939 in Frankfurt/Main:      1. Platz Einzel
  - 1940 in Baden (Wien):        4. Platz Einzel, 1. Platz Doppel (mit Erwin Kaspar), 1. Platz Mixed (mit Trude Pritzi)

- deutsche Mannschaftsmeisterschaften
  - 1939 in Hamburg: 1. Platz mit Postsportverein Wien

- Gaumeisterschaften
  - 1938 in Breslau: 1. Platz mit Team Ostmark

- Österreichische Meisterschaften
  - 1937:                 Jugendmeisterschaft: 1. Platz Einzel
  - 1938:                 Jugendmeisterschaft: 1. Platz Einzel, 1. Platz Doppel mit Helmut Goebel
  - 1946 in Wien:         1. Platz Einzel, 1. Platz Mixed (mit Trude Pritzi)
  - 1947 in Wien:         1. Platz Einzel, 1. Platz Mixed (mit Trude Pritzi)
  - 1948 in Innsbruck:    1. Platz Einzel, 1. Platz Doppel (mit Heinrich Bednar), 1. Platz Mixed (mit Trude Pritzi)
  - 1950 in Linz:         1. Platz Einzel, 1. Platz Doppel (mit Heribert Just)
  - 1951 in Salzburg:     1. Platz Doppel (mit Heribert Just), 1. Platz Mixed (mit Trude Pritzi)
  - 1952 in Wien:         1. Platz Einzel, 1. Platz Doppel (mit Heribert Just), 1. Platz Mixed (mit Trude Pritzi)
  - 1955 in Wien:         2. Platz Doppel (mit Heribert Just)
  - 1956 in Baden:        1. Platz Doppel (mit Heribert Just)

- Vereine
  - Postsportverein Wien (ab 1937)
  - FK Austria Wien
  - TTC Vienna
  - Meidling

## Turnierergebnisse
| Verband | Veranstaltung     | Jahr | Ort       | Land | Einzel     | Doppel        | Mixed        | Team |
| ------- | ----------------- | ---- | --------- | ---- | ---------- | ------------- | ------------ | ---- |
| AUT     | Weltmeisterschaft | 1951 | Wien      | AUT  | letzte 128 | Viertelfinale | letzte 64    | 13   |
| AUT     | Weltmeisterschaft | 1949 | Stockholm | SWE  | letzte 64  | letzte 64     | letzte 32    | 7    |
| AUT     | Weltmeisterschaft | 1948 | Wembley   | ENG  | letzte 32  | keine Teiln.  | letzte 16    | 3    |
| AUT     | Weltmeisterschaft | 1947 | Paris     | FRA  | letzte 32  | letzte 16     | letzte 16    | 3    |
| AUT     | Weltmeisterschaft | 1937 | Baden     | AUT  | letzte 64  | Scratched     | keine Teiln. |      |